# Chao Sun
Chao Sun (8 de enero de 1987) es un deportista chino especializado en marcha atlética.
Ha participado en dos ocasiones en la Copa del Mundo de Marcha Atlética: En Naumburg 2004 donde consiguió la medalla de oro en los 10 kilómetros, y en Cheboksary 2008 donde terminó en el puesto 20 sobre la distancia de 50 kilómetros.

## Mejores marcas personales
| Mejores marcas personales | Mejores marcas personales | Mejores marcas personales | Mejores marcas personales |
| Distancia                 | Tiempo                    | Lugar                     | Fecha                     |
| ------------------------- | ------------------------- | ------------------------- | ------------------------- |
| 10.000 m.                 | 41:47.0                   | Qinhangdao, China         | 28 de septiembre de 2003  |
| 10 km.                    | 40:38                     | Naumburg, Alemania        | 1 de mayo de 2004         |
| 20.000 m.                 | 1h:25:40.27               | Zhengzhou, China          | 25 de mayo de 2007        |
| 20 km.                    | 1h:20:15                  | Yangzhou, China           | 22 de abril de 2006       |
| 50 km.                    | 3h:50:46                  | Shenzhen, China           | 25 de marzo de 2007       |
| PC - Pista Cubierta       |                           |                           |                           |